# كلاتة شاه مير
كلاتة شاه مير (بالفارسية: کلاته شاه‌میر) هي مستوطنة تقع في قسم فاروج الريفي في إيران. يقدر عدد سكانها بـ 45 نسمة .